# 1800
Промислова революція •  Російська імперія • Наполеонівські війни

## Населення Землі
- Світове населення наблизилося до 1 мільярда, і перевищить це число у 1802-му. Розподіл за регіонами:
  - Африка: 107 млн
  - Азія: 635 млн
  - Китай: 300—400 млн[1]
  - Європа: 203 млн
  - Латинська Америка: 24 млн
  - Північна Америка: 7 млн
  - Океанія: 2 млн

## Геополітична ситуація
Російську імперію очолює Павло I (до 1801). Україну розділено між двома державами. Королівство Галичини та Володимирії належить Австрії. Правобережжя, Лівобережжя та Крим належать Російській імперії. Задунайська Січ існує під протекторатом Османської імперії.
В Османській імперії править султан Селім III (до 1807). Під владою османів перебувають Близький Схід та Єгипет, Середземноморське узбережжя Північної Африки, частина Закавказзя, значні території в Європі: Греція, Болгарія і Сербія. Васалами османів є Волощина та Молдова.
Священна Римська імперія охоплює, крім німецьких земель, Угорщину з Хорватією, Трансильванію, Богемію. Імперію очолює Франц II (до 1835). Король Пруссії — Фрідріх-Вільгельм III (до 1840).
У Французькій республіці триває період Консулату, посаду першого консула обіймає Наполеон Бонапарт. Франція має колонії в Північній Америці та Індії. Король Іспанії — Карл IV (до 1808). Королівству Іспанія належать південь Італії, Нова Іспанія, Нова Гранада, Віцекоролівство Перу, Внутрішні провінції та Віцекоролівство Ріо-де-ла-Плата в Америці, Філіппіни. У Португалії королює Марія I (до 1816). Португалія має володіння в Бразилії, в Африці, в Індії, в Індійському океані й Індонезії. На троні Великої Британії сидить Георг III (до 1820). Британія має колонії в Північній Америці, на Карибах та в Індії.
Сполучені Штати Америки займають територію частини колишніх британських колоній. На посаді президента США добіг кінця термін Джона Адамса. Територія на півночі північноамериканського континенту належить Великій Британії, вона розділена на Нижню Канаду та Верхню Канаду, територія на півдні та заході континенту належить Іспанії й Франції.
У нижніх землях встановилася Батавська республіка. Вона має колонії в Америці, Індонезії та на Формозі. Король Данії та Норвегії — Кристіан VII (до 1808), на шведському троні сидить Густав IV Адольф (до 1837). На Апеннінському півострові існують маріонеткові Лігурійську та Цисальпійську республіки та інші, що перебувають під протекторатом Франції, відновила незалежність Папська держава.
В Ірані при владі Каджари. Імперія Маратха контролює значну частину Індостану. Зростає могутність Британської Ост-Індійської компанії. У Бірмі править династія Конбаун. У Китаї володарює Династія Цін. У Японії триває період Едо.

## Події

### У світі
- 7 лютого референдум у Франції затвердив обрання Наполеона Бонапарта першим консулом.
- 14 березня конклав обрав Папою Барнабу К'ярамонті, який прийняв ім'я Пія VII.
- 2 квітня у Константинополі підписано угоду, що давала автономію Республіці Семи Островів.
- Війна другої коаліції:
  - 6 квітня почалася облога Генуї австрійськими військами та британським флотом.
  - 15 травня почався перехід Наполеона через Альпи з метою другого вторгнення в Італію.
  - 4 червня французи здали Геную.
  - 14 червня Наполеон виграв битву при Маренго і, як наслідок, виставив австрійців з Північної Італії.
  - 4 вересня французи здали британцям Валетту. Встановився Мальтійський протекторат.
  - 3 грудня французька армія завдала поразки австрійцям та баварцям у битві при Гогенліндені.
- 3 червня президент США Джон Адамс переселився у Вашингтон.
- 2 липня парламент Великої Британії прийняв Акт про Унію Великої Британії та Ірландії. Парламент Ірландії наступного місяця ухвалив аналогічне рішення й перестав існувати.
- 1 жовтня у Сан-Ільдефонсо підписано договір, за яким Іспанія згодилася передати Франції Луїзіану в обмін на Тоскану.
- 1 листопада президент США Джон Адамс перебрався у Виконавчий маєток, пізніше перейменований у Білий дім.
- 3 грудня в президентських виборах у США Томас Джефферсон та Аарон Берр набрали однакову кількість голосів. Джефферсон став третім президентом за підсумками додаткових виборів.

### Наука і культура
- Вільям Гершель відкрив інфрачервоне випромінювання.
- Алессандро Вольта сконструював першу батарею — Вольтів стовп.
- Вільям Ніколсон та Ентоні Карлайл відкрили електроліз.
- Роберт Фултон побудував практичну модель гвинтового підводного човна з ручним двигуном «Наутілус» у Франції (перше пробне занурення 29 липня в Руані).
- Генрі Модслі розробив перший промислово практичний токарно-гвинторізний верстат, який дозволив уперше в Лондоні стандартизувати розміри різі[2][3].
- Відкрилася Бібліотека конгресу.
- У Веймарі відбулася прем'єра п'єси «Марія Стюарт» Фрідріха Шиллера.

### Засновані
- Територія Індіана
- Мальтійський протекторат
- Нідерландська Ост-Індія

### Зникли
- Французька окупація Мальти
- Пйомбіно (князівство)

## Народились
див. також Категорія:Народились 1800
- 15 квітня — Джеймс Кларк Росс, британський офіцер, дослідник Арктики та Антарктики

## Померли
див. також Категорія:Померли 1800
- 18 травня — Олександр Суворов (нар. 24 листопада 1729), російський полководець, генералісимус
- 11 вересня — Луїза Сан-Феліче, неаполітанська дворянка, головна героїня однойменного роману французького письменника Александра Дюма.